# Killer Joe (opera teatrale)
Killer Joe è un'opera teatrale del drammaturgo statunitense Tracy Letts, debuttata a Evanston nel 1993. 
Dopo essere andata in scena all'Edinburgh Fringe e Londra nel 1994, la pièce debuttò a New York nel 1998, per poi essere tradotta e andare in scena in quindici paesi, essere riadattata nell'omonimo film di William Friedkin e tornare sulle scene londinesi nel 2018.

## Trama
Il giovane spacciatore Chris Smith ha un disperato bisogno di soldi e, con il padre Ansel, decide di uccidere la madre Sharla per prendere il denaro del premio sull'assicurazione della vita della donna. I due uomini assumono Joe Cooper per uccidere Sharla, ma nascono problemi quando il killer vuole essere pagato in anticipo. Gli Smith non hanno il denaro e allora gli offrono in pegno la sorellina Dottie e Joe accetta. Ma il piano non andrà come previsto.

## Produzioni
Killer Joe fu scritto nel 1991 e debuttò al Next Theatre Lab di Evanston nell'agosto 1993. Wilson Milam curava la regia e il cast comprendeva Paul Dillon (Killer Joe), Michael Shannon (Chris), Marc A. Nelson (Ansel), Holly Wantuch (Sharla) e Shawna Franls (Dottie). La produzione fu trasferita all'Edinburgh Fringe di Edimburgo nell'agosto 1994, con lo stesso cast con l'eccezione di Dillon, sostituito da Eric Winzenried per impegni cinematografici. Il 15 gennaio 1995 la produzione fu riproposta al Bush Theatre di Londra e, date le recensioni eccellenti, fu messo in scena al Vaudeville Theatre del West End londinese dal 21 febbraio al 22 aprile dello stesso anno.
Il debutto newyorchese avvenne tre anni dopo, il 18 ottobre 1998, alla Soho Playhouse; il dramma fu un successo di pubblico e critica e rimase in scena per 283 repliche, fino al 27 giugno 1999. Ancora una volta diretto da Milam, il cast annoverava nuovamente Michael Shannon e Mar A. Nelson, a cui si aggiunsero Scott Glenn nel ruolo dell'eponimo protagonista, Sarah Paulson nella parte di Dottie e Amanda Plummer in quello della matriarca Sharla. Il 18 maggio 2018, un nuovo allestimento della pièce, diretto da Simon Evans, debutta ai Trafalgar Studios di Londra; il cast comprende: Orlando Bloom (Joe), Steffan Rhodri (Ansel), Neve McIntosh (Sharla), Sophie Cookson (Dottie) ed Adam Gillen (Chirs).

## Adattamento cinematografico
Nel 2011 William Friedkin ha girato l'omonimo adattamento cinematografico della pièce, su sceneggiatura dello stesso Letts. Presentato in concorso alla 68ª Mostra internazionale d'arte cinematografica di Venezia, il film annoverava nel cast Matthew McConaughey (Joe Cooper), Emile Hirsch (Chris Smith), Juno Temple (Dottie Smith), Thomas Haden Church (Ansel Smith) e Gina Gershon (Sharla Smith).